# Pauesia pseudotsugae
Pauesia pseudotsugae är en stekelart som beskrevs av Pike och Jaroslav Stary 1996. Pauesia pseudotsugae ingår i släktet Pauesia och familjen bracksteklar. Inga underarter finns listade i Catalogue of Life.